# Wave music
Pour les articles homonymes, voir Wave.
Sous-genres
Hardwave
La wave music, ou simplement wave, est un genre de musique électronique et style d'art visuel ayant émergé au début des années 2010 dans les communautés en ligne qui se caractérise par des mélodies et des harmonies ambiantes, des basses mélodiques et lourdes telles que le Reese, des kicks trap modernes, des échantillons vocaux hachés traités avec des réverbérations et des delays, et des arpégiateurs. Visuellement, il intègre des animations générées par ordinateur ou des images tirées de jeux vidéo et de dessins animés. 
La wave naît sur les plateformes de musique en ligne d'un petit groupe d'artistes DIY. Depuis lors, la musique est téléchargée sur des plateformes de streaming telles que YouTube,  attribuable en partie aux larges influences du genre. Depuis 2016, la scène du wave connaît une augmentation des événements physiques. À partir de 2017, le genre incorpore en outre des éléments de trance et de hardstyle, conduisant à l'émergence du sous-genre du hardwave.  

## Origine du nom
L'utilisation du mot « wave » pour désigner ce style de musique est attribuée au producteur de musique britannique Steven Klimeks Adams. Vers 2013, il utilise le terme comme mot-clé sur SoundCloud. Il est adopté et popularisé par Plastician lors de la promotion du genre dans ses émissions de radio sur Rinse FM, Wave Pool mixes, lors d'événements de club, et à travers son label Terrorhythm Recordings,.

## Histoire
Le développement et la diffusion de la wave en tant que genre musical indépendant commencent en 2010 sur les plateformes de musique en ligne et les réseaux sociaux (principalement SoundCloud, Bandcamp, Mixcloud, Reddit et Tumblr). Au sein d'une petite communauté DIY d'artistes. Souvent des adolescents qui n'étaient pas associés à la culture des clubs et au courant dominant qui font de la musique électronique avec différentes influences sonores mais, selon le producteur Glacci : « des qualités subjectives similaires de sentiment »,. Plastician déclare que : « bon nombre de ces premiers producteurs essayaient soit d'obtenir une instrumentation rap semblable à Clams Casino, soit ont des influences grime mais appliquent des tempos différents. Alors que de nouveaux artistes tentent de reproduire le son de ces premiers morceaux, les producteurs de wave commencent à être principalement influencés les uns par les autres, permettant à la wave de développer des caractéristiques musicales distinctes[réf. nécessaire]. »
Les origines directes de wave peuvent être datées d'au moins 2013 lorsque le producteur britannique Steven Klimeks Adams commence à publier ses morceaux sur SoundCloud, et fonde ensuite le label Wavemob. En 2015, le label publie sa première musique, la compilation wave 001 avec des morceaux de producteurs tels que Klimeks, Skit, Spoze et Nvrmore, et suit avec wave 002 en juillet 2016. Parmi les autres producteurs de Wavemob figurent : Øfdream et Trash Lord, originaire de la scène de la witch house. En 2013, Plastician devient l'un des premiers à entrer dans la scène wave, guidé par son intérêt pour la musique avec des éléments trap de la scène LA beat, mais moins influencé par la musique de festival qui l'a amené aux œuvres de Klimeks. Cette année-là, Plastician commence à promouvoir le genre en présentant de la musique wave dans ses émissions de radio alors actives sur Rinse FM, et par des sorties sur son label Terrorhythm Recordings, par exemple le remix de Born in the Cold de Klimeks sur le album de compilation Turquoise. En décembre 2015, Plastician sort le mix The Wave Pool MMXV avec une sélection de wave « à la fin doublée du piège » avec « des breakbeats hip-hop, des lignes de basse déchiquetées » et une atmosphère. Ce mélange a popularisé le terme « wave » dans la presse musicale et a encore promu son utilisation générale. 
Début 2016, le producteur de wave Jude « Kareful » Leigh-Kaufman devient le premier artiste à sortir un album de wave, Deluge. En 2017, Kareful, LTHL et Oskar Stohou Barczak ont fondé le label et le collectif Liquid Ritual - du nom de l'émission de Kareful sur Radar Radio - pour promouvoir la musique wave réalisée par des producteurs tels que Deadcrow, Noah B, LAIRE, Vacant, Hefu, Stohou et Dyzphorie. Depuis 2016, la scène de la wave, à l'origine un phénomène en ligne, connait une augmentation des événements physiques. Cette année-là, le lieu principal des événements de wave était Londres, principalement Dalston. En 2016, Plastician organise une soirée club au Phonox, à Brixton, nommée Survey London, qui mettait en vedette des producteurs de wave tels que Kareful, Skit et Glacci. D'autres entités qui ont soutenu la scène de la wave londonienne étaient Mixmag mettant en vedette des artistes de la wave tels que Skit at Ace Hotel. En 2017, les producteurs basés à Perth, Skeler et Ytho, commencent à incorporer des éléments de la transe et du hardstyle dans la wave pour attirer le public plus large des festivals et des clubs et ainsi populariser le genre. Cela conduit la scène de la wave à évoluer vers le sous-genre émergent connu sous le nom de hardwave. En 2018, le musicien japonais Dean Fujioka sort le single Echo, qui était « inspiré de la musique wave. » Elle devient la chanson thème de la série télévisée japonaise Le Comte de Monte-Cristo : La Grande Revanche, dans laquelle il a joué,. Le clip de la chanson a également remporté le prix de la meilleure vidéo alternative aux MTV Video Music Awards Japan,,.  

## Caractéristiques

### Influences musicales
La wave tente de transmettre des émotions telles que la mélancolie, la rêverie, la féminité, et l'étrangeté. Dans ce contexte, il est comparable à des genres tels que la witch house et rap emo. La wave met l'accent sur les aspects mélodiques et harmoniques en utilisant des outils comme l'arpégiation et les synthétiseurs atmosphériques. Il s'inspire également de styles tels que trap et grime pour les intermèdes et les rythmes de batterie. Le genre utilise un style de thèmes de science-fiction semblable à la Grime, La Wave a un caractère expérimental, et incorpore des éléments de nombreux autres genres tels que le hip-hop, le dubstep, le UK garage, la drill, la vaporwave, le  cloud rap,  l'ambient, la  house, la techno et la jungle. 

### Style de composition
Le style utilise généralement un timbre de basse de style Reese. La percussion comporte des kicks de style Trap avec des charlestons rapides, avec d'autres éléments comme la caisse claire et les coups de panoramique traités ultérieurement à l'aide de la réverbération. Les styles de percussion utilisés peuvent varier en raison du large éventail d'influences de la musique et de la volonté d'expérimentation des divers producteurs. Les battements par minute varient généralement entre 120 et 140, cependant les sets de DJ wave peuvent varier de 100 à 200. Les voix utilisées sont généralement des échantillons remixés et hachés, pour lesquels des effets de réverbération et de delay sont appliqués pour diminuer ou augmenter la hauteur. 

### Esthétique visuelle
L'esthétique visuelle de la wave intègre l'art numérique tel que l'imagerie et l'animation générées par ordinateur. À l’origine, elles sont combinées avec de la wave sur Tumblr, et sont ensuite utilisées comme visuels pour des événements physiques. La wave peut également utiliser des images tirées de jeux vidéo et de séries d'animation humoristiques. 

## Accueil
En mai 2017, le magazine Vice publie un article d'Ezra Marcus qui écrit que la communauté de la wave et les blogueurs catégorise un large éventail de musiques dans un microgenre construit, sans son distinctif ou innovant, afin d'exploiter stratégiquement des algorithmes sur des plateformes de streaming telles que comme YouTube. Plastician répond à l'article de Marcus, affirmant que la plupart des producteurs de wave sont généralement des personnes plus jeunes qui manquent de compétences en marketing et ne connaissent pas les algorithmes de YouTube.